# Salallahu alejhi we sellem
Izraz Sallallahu alejhi we sellem (arap. صلى الله عليه وسلم) izgovaraju muslimani najčešće nakon spominjanja imena nekih od proroka, a posebno Muhameda. Šiitski muslimani izgovaraju ovaj izraz kao alejhi selam. U prijevodu s arapskog ovaj izraz znači "Neka je Allahova milost i mir uz Njega". U literaturi susreću se skraćeni oblici, kao što su s.a.w.s., s.a.v.s. ili a.s. Muslimani smatraju da je izgovaranje ovog izraza obavezno nakon spominjanja bilo kojeg od proroka koji se nalaze u Kuranu. Inačica ovog izraza na engleskom jeziku glasi najčešće "Peace be upon Him".